# Kerri-Ann Mitchell
Kerri-Ann Mitchell, född 29 mars 1983, är en friidrottare från Kanada. Hon deltog vid olympiska sommarspelen 2012.